# 阿利昆德奥尔特加
阿利昆德奥尔特加，是西班牙安达卢西亚自治区格拉纳达省的一个市镇。总面积23平方公里，总人口638人（2001年），人口密度28人/平方公里。